# Красунчик Серж
«Красунчик Серж» (фр. Le Beau Serge) — дебютний художній фільм Клода Шаброля, що вийшов на екрани в 1958 році. Стрічка отримала приз за кращу режисуру на кінофестивалі в Локарно і премію Жана Віго за найкращий фільм. Деякі фахівці вважають цей фільм одним з ключових передвісник французької нової хвилі.

## Сюжет
Хворий на туберкульоз Франсуа (Жан-Клод Бріалі) повертається з Швейцарії в рідне французьке село після десятирічної відсутності. Він зустрічає старих знайомих, в тому числі і свого давнього приятеля Сержа (Жерар Блен), який раніше одружився з Івонною. Після смерті своєї дитини, яка народилася з синдромом Дауна, Серж сильно змінився, став похмурим і відмовляється дивитися в обличчя реальності, топить горе у вині. Франсуа усвідомлює свою відповідальність за те, що відбувається, і у нього виникає бажання допомогти Сержу.

## У ролях
| Актор           | Роль                 |
| --------------- | -------------------- |
| Жерар Блен      | Серж                 |
| Жан-Клод Бріалі | Франсуа              |
| Мішель Мерітц   | Івонна               |
| Бернадетт Лафон | Марі                 |
| Клод Серваль    | священник            |
| Жанна Перес     | мадам Шеньє          |
| Едмон Бошам     | Гломо                |
| Андре Діно      | доктор Мішель        |
| Мішель Крозе    | пекар                |
| Клод Шаброль    | Брімель ля Трюффо    |
| Філіпп де Брока | Жак-Рівет де ла Різе |

## Зйомки
Зйомки фільму проходили з 4 грудня 1957 року по 4 лютого 1958 року у французькому селі Сардан, в департаменті Крез, де під час війни пройшло дитинство Клода Шаброля. Прем'єра відбулася 6 червня 1958 року.